# Cristina Buarque

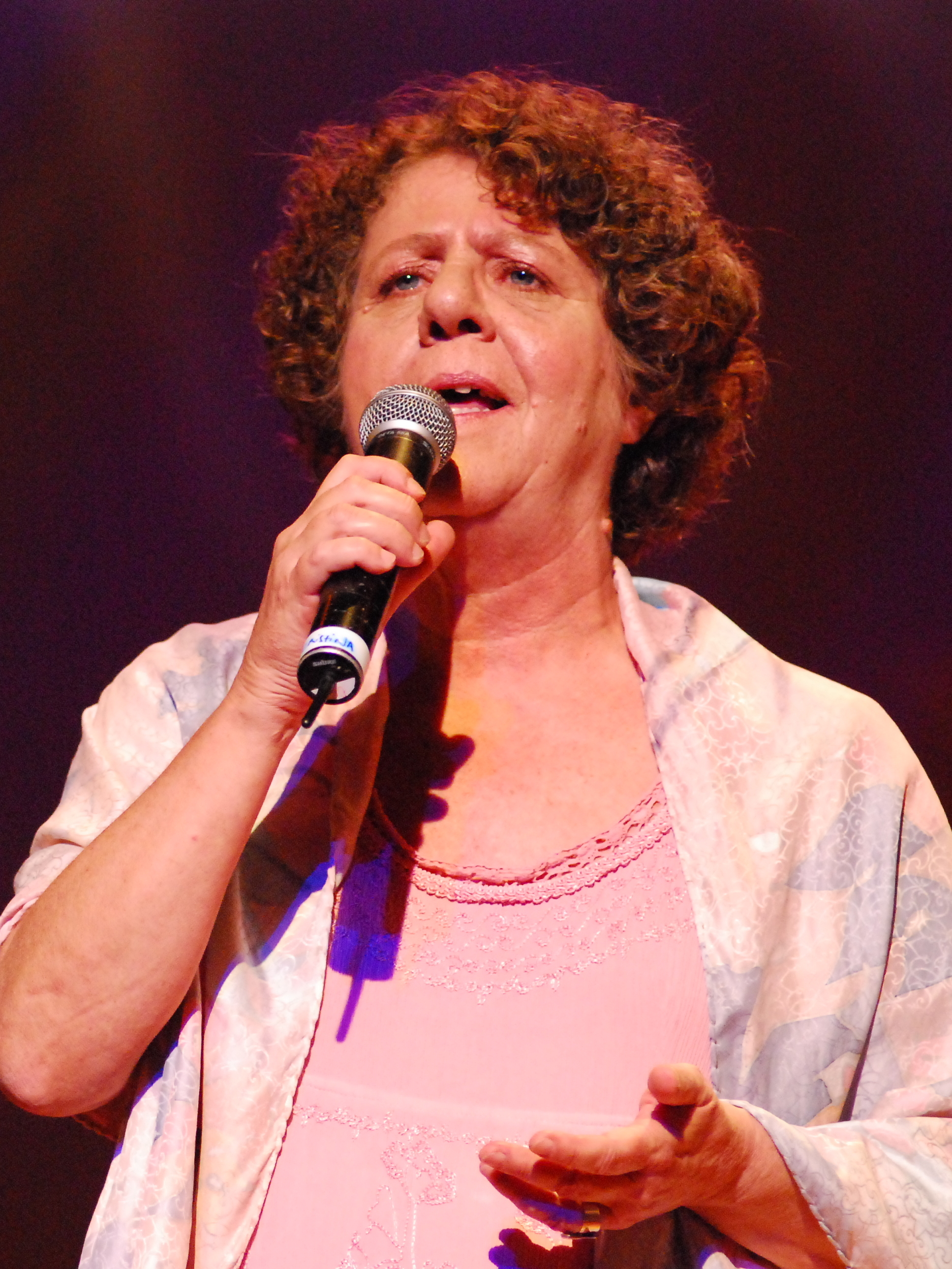
Christina Buarque

Maria Christina Buarque de Holanda, genannt Cristina Buarque (* 23. Dezember 1950, São Paulo; † 20. April 2025) war eine brasilianische Sängerin und Komponistin.

## Leben
Maria Christina Buarque de Holanda wurde am 23. Dezember 1950 in São Paulo geboren. Sie war die Tochter von Sérgio Buarque de Holanda, einem Soziologen und von Mária Amélia Alvim Buarque de Holanda. Ihre Geschwister waren Miúcha, Sergio, Álvaro, Chico Buarque, Piii und Ana de Hollanda.
1967 trat sie erstmals auf dem Album Paulo Vanzolini – Onze sambas e uma capoeira („P Vanzolini - Elf Sambas und ein Capoeira“) in Erscheinung. Das Album wurde vom Label Marcus Pereira herausgebracht und sie interpretierte den Titel Chorava no meio da rua („Ich weinte mitten auf der Straße“).
1968, auf dem Album Chico Buarque Volume 3 ihres Bruders Chico Buarque sang sie zusammen mit ihm das Stück Sem fantasia („Keine Fantasie“).
In den 1970er Jahren sang sie zusammen mit João do Vale et Miúcha und trat auf in der Bar Violeiro, in Barra da Tijuca, Rio de Janeiro.
1974 brachte sie ihr erstes Album, Cristina, heraus. Darin enthalten ist auch einer ihrer größten Erfolge, das Chanson Quantas lágrimas („Wie viele Tränen“) von Manacéia, einem Komponisten der Gruppe Velha Guarda da Portela. Auf demselben Album nahm sie auch Kompositionen anderer Samba-Künstler auf: von Dona Ivone Lara, Império Serrano, Nelson Cavaquinho und Cartola (beide von Mangueira). Seitdem ist eine ihrer Eigenarten, dass sie Sambas und Samba-Künstler aus Samba-Schulen fördert.
1987 nahm sie zusammen mit Mauro Duarte eine doppelte Compact-Disc auf. Eine unabhängige Produktion, worin sie beide das Chanson Resgate („Rettung“) von Mauro Duarte und Paulo César Pinheiro, sowie Deixa eu vivrer na orgia („Lass mich in einer Orgie leben“), einer Gemeinschaftsproduktion von Buarque und Mauro Duarte.
1988 war sie Koproduzentin und Mitwirkende bei dem Album „Candeia“ („Kerze“), welches von der Fundação Nacional de Artes (Funarte) veröffentlicht wurde, und sang das Stück „Morro do Sossego“ („Hügel der Ruhe“) von Candeia und Artur Poerner. Im nächsten Jahr veröffentlichte das Musiklabel „Idéia Livre“ („Freie Idee“) das Album „Homenagem a Paulo da Portela“ („Huldigung an Paulo da Portela“). Wieder sang sie im Duett mit Mauro Duarte „Quem não permper permper acelera“ („Wer nicht beschleunigt“). Im selben Jahr wirkte sie mit Backing-Vocals bei mehreren Titeln des Albums Mangueira chega von Velha-Guarda da Mangueira mit. Das Album wurde von Katsunori Tanaka produziert und in Japan veröffentlicht, später erschien es in Brasilien beim Label Nikita Music.
Cristina Buarque verstarb am 20. April 2025 im Alter von 74 Jahren aufgrund von Krebskomplikationen.

## Diskographie
| - Paulo Vanzolini - onze sambas e uma capoeira (1967) Selo Marcus Pereira LP - Chico Buarque de Holanda volume 3 (1968) RGE LP - Cristina (1974) RC LP - Paulo Vanzolini - onze sambas e uma capoeira (1975) Selo Marcus Pereira LP - Prato e faca (1976) RCA LP - Tiro de misericórdia (1977) RCA LP - Pelas ruas (1977) Odeon LP - Arrebém (1978) Continental LP - Clementina e convidados (1979) EMI-Odeon LP - Ópera do malandro (1979) Philips LP - Vejo amanhecer (1980) Ariola LP - Cristina (1981) Ariola LP - Geraldo Pereira - evocação V (1981) Estúdio Eldorado LP - Cadáver Pega Fogo Durante o Velório (1983) - Nelson Cavaquinho - As flores em vida (1985) Estúdio Eldorado LP - Cristina e Mauro Duarte (1985) Coomusa LP - Resgate/Deixa eu viver na orgia (1987) Independente Compacto duplo | - Candeia (1988) Funarte LP - Homenagem a Paulo da Portela (1989) Idéia Livre LP - Bloco Carnavalesco Simpatia é Quase Amor - 5 anos de samba em Ipanema (1990) Fama LP - Resgate (1994) Saci CD - Estácio & Flamengo - 100 anos de samba e amor (1995) Saci CD - Sem tostão… a crise é boato. Canções de Noel Rosa (1995) Millan CD - Eterna chama/Candeia. Homenagem (1998) Perfil Musical CD - Chico Buarque de Mangueira (1998) BMG CD - Ganha-se pouco, mas é divertido (2000) Jam Music CD - Ala de Compositores da Portela (2000) CD - Sem tostão 2… a crise continua (2001) Rob Digital CD - Acertos de contas de Paulo Vanzolini (2002) Biscoito Fino CD - Um ser de luz - saudação a Clara Nunes (2003) Deckdisc CD - Cristina Buarque e Terreiro Grande Ao Vivo (2007) Independente/Tratore CD |